# Laisvė Kaunas
Le Laisvė Kaunas est un club lituanien féminin de basket-ball appartenant à la Ligue lituanienne féminine (Lietuvos Moterų Krepšinio Lyga), soit le plus haut niveau du championnat lituanien. Le club est basé dans la ville de Kaunas

## Palmarès
International
- Ligue Baltique : 1996, 1997

## Joueuses célèbres ou marquantes
- Lina Brazdeikytė